# História de Campinas
Este verbete abrange a história do município brasileiro de Campinas do período colonial até o contemporâneo.

## Povoamento pré-colonial
De acordo com as pesquisas arqueológicas mais recentes, as áreas que hoje constituem o estado de São Paulo já eram habitadas por humanos desde aproximadamente 11.000 a 7.000 anos antes do Presente. Vestígios desses assentamentos são geralmente encontrados próximos a rios, com baixa declividade e presença de afloramentos rochosos nas proximidades, a partir dos quais produziam diversas ferramentas de pedra, como raspadores, pontas de flecha, machados, entre outros. Identificado e escavado em 2001, durante as obras de prolongamento da Rodovia Bandeirantes, o sítio arqueológico Morro Azul contava com diversos instrumentos líticos de sílex e quartzo, sendo o mais antigo testemunho da presença humana no território do município de Campinas.
A presença de grupos ceramistas associados à Tradição Tupiguarani teria se iniciado entre 2.000 e 1.800 anos atrás em todo o território paulista. Esse povoamento também é caracterizado pelo domínio da agricultura, sendo difundido o cultivo da mandioca, milho, feijão e abóbora. Embora nenhum sítio arqueológico dessa tradição tecnológica tenha sido identificado em Campinas até o momento, a região de entorno conta com diversos locais onde a presença desses grupos já foi documentada, como Rage Maluf e Santa Sofia (Monte Mor), Buruzinho (Indaiatuba) e Sítio 14 – São Gabriel (Salto).
Apesar de habitarem a região em um período mais recente, há poucas informações sobre os grupos indígenas que residiam na região de Campinas quando da chegada dos primeiros colonizadores europeus. Os relatos das primeiras expedições não apresentam descrições precisas sobre os costumes e modos de vida destas populações, ou mesmo a qual etnia pertenceriam estes indígenas. Ainda assim, os relatos dos séculos XVI e XVII indicam que a área era extensivamente habitada por grupos ameríndios falantes de idiomas relacionados às famílias linguísticas Jê e Tupi-Guarani, os quais estabeleceram uma complexa relação com os moradores dos povoados e vilas do planalto paulista. Segundo o antropólogo John Monteiro, alianças e conflitos com os recém-chegados europeus variavam conforme o grupo e o contexto em que estas relações se davam, sendo bastante difundida a escravização, catequização, expulsão ou extermínio de indígenas durante todo o período colonial.

## Povoamento durante o período colonial português

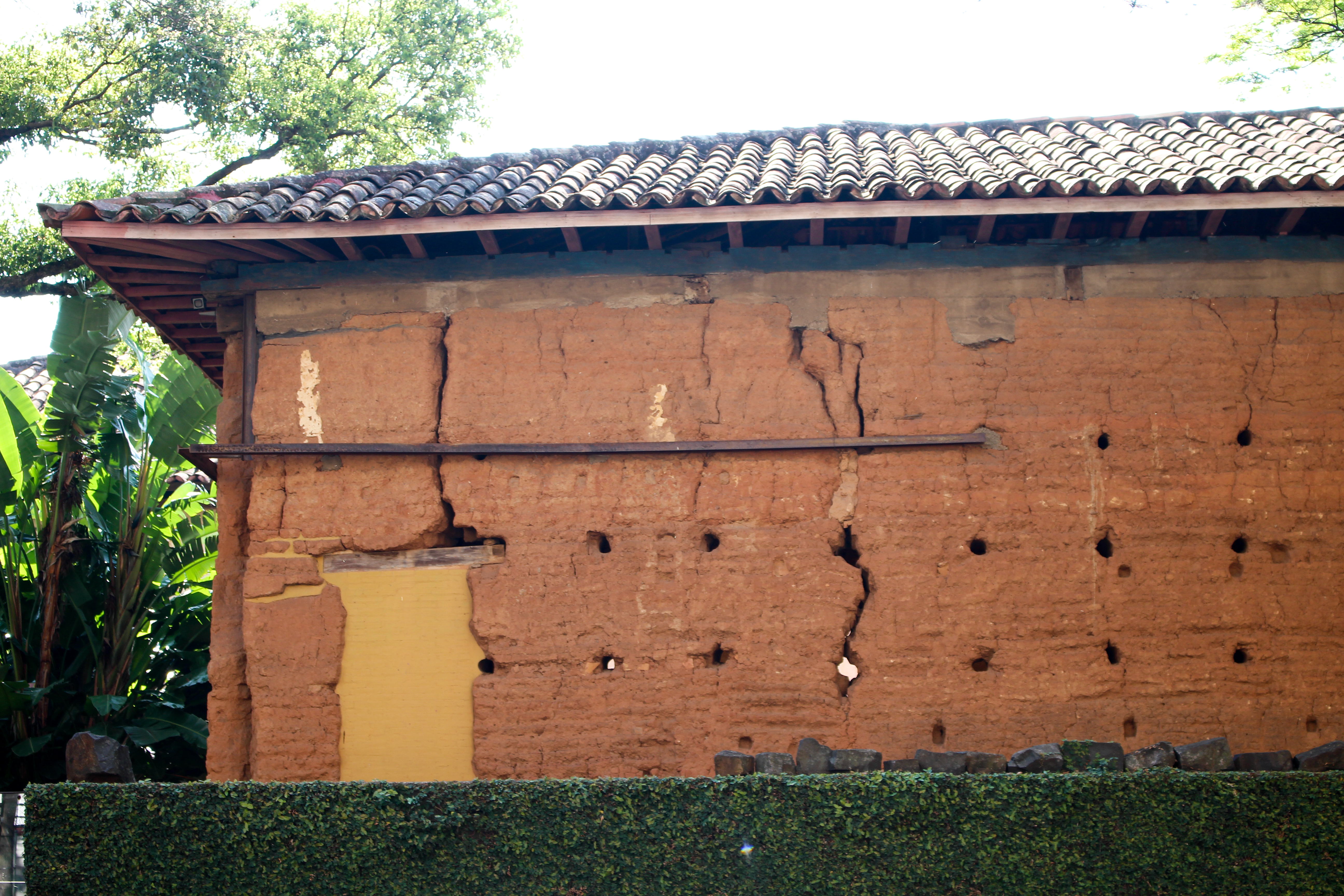
Casa Grande e Tulha, conjunto arquitetônico de valor histórico, construído entre as décadas de 1790 e 1830. Está entre as primeiras edificações de Campinas.

Até a primeira metade do século XVIII, Campinas não passava de uma área ampla constituída por largas faixas de campos naturais, as quais eram designadas simplesmente por campinas, com áreas de mata atlântica fechadas ao redor, em especial nas regiões montanhosas. Naquela época, surgiu um bairro rural na vila de Jundiaí (hoje Jundiaí) chamado "Mato Grosso", próximo a uma trilha feita por bandeirantes do "Planalto de Piratininga" (a região da atual cidade de São Paulo) entre 1721 e 1730. Era o "Caminho dos Goiases", longo percurso que seguia em direção às então recém-descobertas minas de ouro nos atuais estados de Minas Gerais e Goiás. Assim, o sertanista Fernão de Camargo promoveu a noroeste da vila de São Paulo a instalação de um ponto de parada de tropeiros (chamado "Campinas do Mato Grosso" por ter sido erguido num desses campos naturais cercados por mata cerrada), usualmente feita por viajantes que iam e voltavam das minas de ouro. Esse e outros pontos de paragem ao longo do caminho permitiam ou facilitavam o reabastecimento durante as viagens, o que incentivou a fixação de colonos no local, os quais se voltavam para o cultivo de alimentos para consumo interno das capitanias. Segundo alguns autores, a fundação de povoados ao longo do Caminho também tinha como objetivo fortalecer as fronteiras da colônia contra possíveis invasores espanhóis, transformando a Capitania de São Paulo em peça fundamental no plano de defesa da chamada América Portuguesa.
Entretanto, apesar de boa parte da futura região de Campinas já ter sido dividida em sesmarias desde 1728, dificuldades em implementar um povoamento efetivo fizeram com que as concessões fossem revogadas pela administração da capitania, sendo a área redistribuída no final do século XVIII. Em 1767, ano do primeiro recenseamento feito nos arredores de Campinas do Mato Grosso, a localidade “contava com 38 fogos (unidades de residência e produção) e 185 habitantes, vivendo todos de roça, de lavouras ou de tropas”. A partir da década de 1790, a agricultura familiar e de abastecimento foi sendo gradualmente substituída pela lavoura de cana-de-açúcar, responsável pelo rápido desenvolvimento econômico da capitania de São Paulo nessa época, já que o açúcar era exportado para a Europa. Segundo alguns historiadores, o surgimento de novos centros de cultivo da cana-de-açúcar nas Américas, tal como no caso de Campinas e de parte do interior paulista, está diretamente relacionado ao processo de independência do Haiti. A então colônia francesa contava com grandes plantações de cana-de-açúcar, as quais respondiam pela maioria da produção mundial durante grande parte do século XVIII, o que provocou um grande reordenamento produtivo da indústria açucareira em nível mundial a partir dos anos 1790. Outro fator que contribuiu para esse desenvolvimento foi a estrutura viária elaborada durante o governo do Morgado de Mateus nos anos de 1770, a qual consistia em interligar uma rede de estradas entre as vilas e freguesias, aproveitando os caminhos dos Goiases e Viamão. Formou-se assim um “quadrilátero do açúcar”, onde os limites e seus principais centros eram as vilas de Sorocaba, Piracicaba, Mogi-Guaçu e Jundiaí.
Por volta do ano de 1772, os moradores daquela região reivindicavam a construção de uma capela, já que a igreja mais próxima do então povoado de Campinas do Mato Grosso situava-se em Jundiaí. A permissão foi concedida um ano mais tarde, demarcando-se, no dia 22 de setembro daquele ano, o local que seria destinado à construção da Igreja Matriz de Nossa Senhora da Conceição, cujo nome foi recebido em homenagem à padroeira, escolhida por votação. A dificuldade das obras daquele tempo fez com que fosse construída uma capela provisória em 1774. No dia 27 de maio desse ano, foi assinado um ato que dava a Francisco Barreto Leme do Prado o título de "fundador, administrador e diretor" do núcleo urbano a ser fundado. Em outro ato feito no mesmo dia, foi definida a medida das ruas e quadras, assim como a posição das casas, sendo esse o primeiro "plano urbanístico" recebido por Campinas. Poucas semanas depois, em 14 de julho de 1774, frei Antônio de Pádua, primeiro vigário da paróquia, rezou a missa que inaugurava a capela provisória coberta de palha e feita às pressas. A partir daí, instalou-se definitivamente a Freguesia de Nossa Senhora da Conceição das Campinas do Mato Grosso e fundou-se a povoação. Em 14 de dezembro de 1797, Campinas foi emancipada de Jundiaí, sendo elevada à condição de vila com o nome de São Carlos. O templo religioso permanente só seria inaugurado em 1883, contudo, mais de setenta anos após o início oficial das obras. Hoje conhecida como Catedral Metropolitana de Campinas, a edificação é considerada patrimônio histórico do estado de São Paulo desde 1981.

## Formação administrativa e crescimento econômico no Século XIX

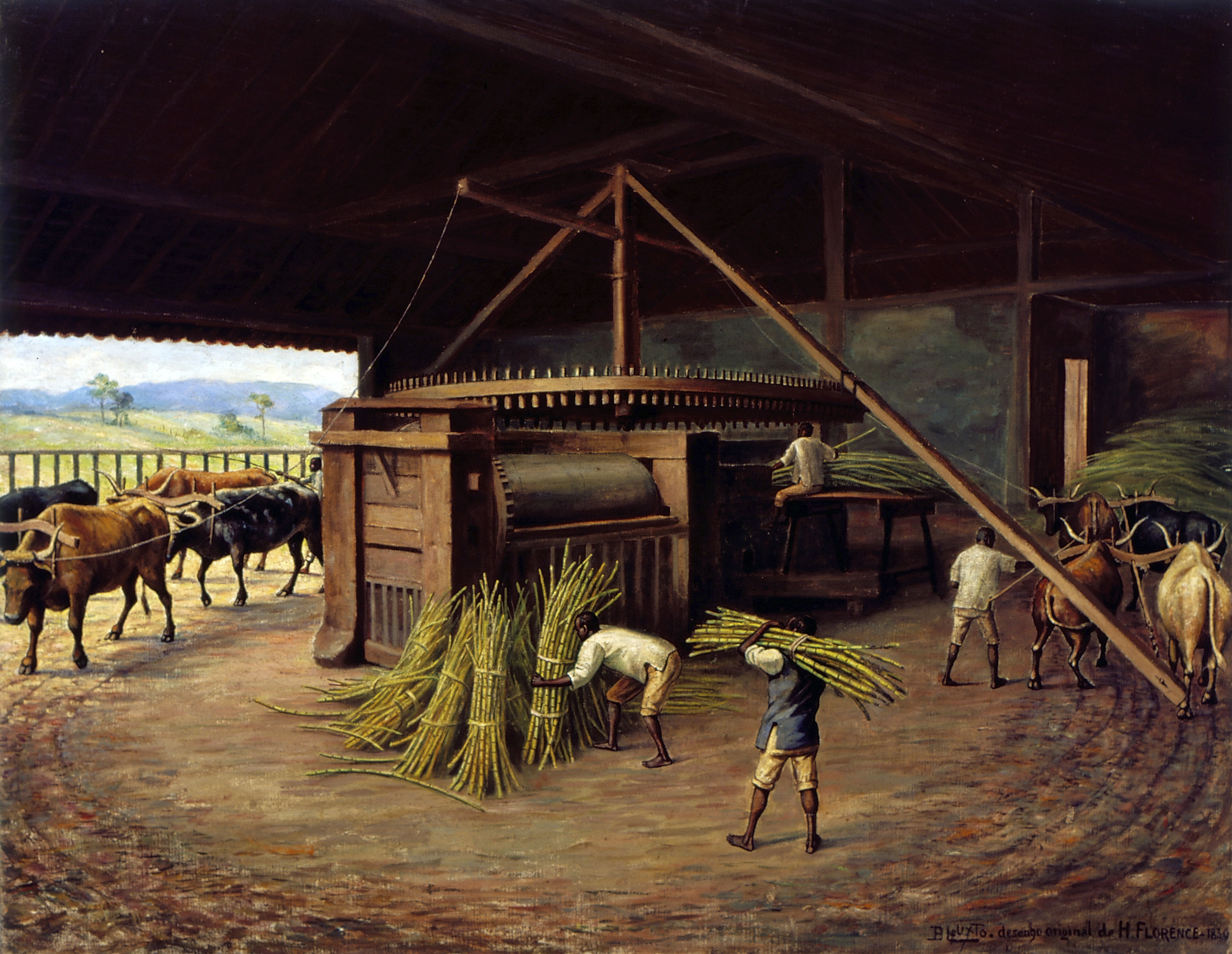
Moagem de cana-de-açúcar na Fazenda Cachoeira, em Campinas. Benedito Calixto (1853–1927).

Por volta do século XVIII, houve a chegada de vários fazendeiros oriundos de diversas cidades paulistas, como Itu, Porto Feliz e Taubaté. Esses fazendeiros procuravam terras para cultivarem as já mencionadas lavouras de cana-de-açúcar, criando novos ou ampliando engenhos de açúcar já existentes, utilizando-se da mão de obra escrava que possuíam. De fato, também foi por motivação destes fazendeiros e do governo da Capitania de São Paulo que o bairro rural do Mato Grosso foi transformado em freguesia, depois em vila de São Carlos (1797) e, posteriormente, em cidade de Campinas (1842). Apesar da elevação à condição de cidade ter ocorrido oficialmente somente em 5 de fevereiro de 1842, através da promulgação de uma Lei Provincial, o viajante francês Auguste de Saint-Hilaire já citara a intenção da agora Província de São Paulo em torná-la uma sede municipal em 1840:
“Em 1840 o governo provincial lhe deu o título a cidade. na época de minha viagem de minha viagem [1845 e 1847] não tinha prevalecido o nome oficial, e até hoje parece que não é geralmente adaptado, pois só se encontra o de Campinas nos relatórios dos presidentes provinciais e apresentados a assembléia legislativa” 
O ganho de importância econômica e política da vila foi acompanhado por um crescimento demográfico significativo. Segundo dados referentes aos anos de 1816 e 1826, a população da vila de São Carlos teria crescido mais de 45% durante esse decênio, passando de 5.897 para 8.556 habitantes. Ao mesmo tempo em que a população aumentava, também crescia a demanda por diversos produtos de consumo interno, o que manteve o cultivo local de itens como tabaco e algodão. Assim, para além das fazendas voltadas ao plantio da cana-de-açúcar, o comércio local e com regiões próximas também mantinha parte da população livre da vila de São Carlos exercendo funções como caixeiros-viajantes, tropeiros, arrieiros e vendedores em geral.
De acordo com as documentações históricas disponíveis, a região de Campinas atingiu o auge de produção açucareira em 1836, quando começou a perder espaço para o café, que em 1852 contava com 82 fazendas e produção de 200 mil arrobas, número que salta para 177 fazendas em apenas dois anos com uma colheita de 330 mil arrobas. A mudança da cana-de-açúcar para o café enquanto principal produto agrícola trouxe grandes vantagens econômicas, beneficiando-se do mercado externo favorável, sendo relativamente fácil a adaptação da infraestrutura dos engenhos já existentes. Essa transição produtiva também implicou em um novo e rápido ciclo de desenvolvimento da região campineira, o que fez com que o município concentrasse uma grande quantidade de mão de obra escrava. Além disso, um contingente minoritário de trabalhadores livres, oriundos de diferentes regiões do país, também começou a se instalar em Campinas durante o período imperial (1822-1889), exercendo funções tanto em atividades produtivas rurais e urbanas.
O segundo quartel do século XIX também transformou o jeito como a população lidava com as propriedades, quando grandes mudanças ocorreram na legislação em relação à posse da terra, permitindo a capitalização do território. Desde o fim do regime de sesmarias em 1822, quando as propriedades deixaram de ser apenas concessões e passaram a efetivamente pertencer aos seus administradores, muitas fazendas cresceram em área com a anexação de terras consideradas devolutas. Em 1850 foi promulgada a Lei de Terras, legitimando grandes latifúndios e ocupações irregulares até então existentes na região do município de Campinas, ao mesmo tempo em que obrigava todos os proprietários a tirar títulos de posse. Além da legalização da posse de grandes extensões de terras, a legislação elevou radicalmente o preço das propriedades, dificultando sua compra por pessoas comuns. Todavia, tal dinâmica de compra e venda de terras, que se expandiria no país após tal legislação, já era comum em Campinas desde o início do século XIX. Esse cenário teria se dado em decorrência do alto valor obtido na exportação do açúcar e o aumento populacional, o que provocou um prolongado período de ascensão econômica em Campinas.
Vestígios materiais da história da Campinas oitocentista ainda são visíveis em alguns sítios arqueológicos e bens tombados. É o caso do sítio Benedito Pupo, onde ruínas de estruturas de pedra e tijolo, além de alguns fragmentos de cerâmica, são tudo o que restou da antiga Fazenda Jaguari. Outros sítios arqueológicos com ruínas de antigas sedes de fazenda, algumas possivelmente remontando às últimas décadas do século XVIII, são os sítios Colina e Souza I. Outras estruturas encontram-se em um estado de conservação melhor, como a antiga Fazenda Mato Dentro, com sobrado e capela feitas em taipa de pilão e alvenaria por volta de 1820. Parte do espólio do senhor de engenho Floriano de Camargo Penteado, a Fazenda Três Pedras também conta com uma sede que mescla alvenaria e taipa de pilão, prática comum entre fazendeiros paulistas de meados do século XIX. Já a Fazenda Santa Genebra, criada em 1849 em terras antes pertencentes a uma sesmaria setecentista, tem parte de suas antigas terras preservadas na Reserva Florestal da Fundação José Pedro de Oliveira, tombada pelo CONDEPHAAT em 1986. As Fazendas Mato Dentro e Três Pedras, por sua vez, foram tombadas em 1982.
O conjunto arquitetônico Casa Grande e Tulha, tombado pelo IPHAN enquanto patrimônio histórico nacional em 2015, é composto por um armazém (a tulha) construído entre 1790 e 1795 e uma residência (a Casa Grande), datada de 1830. Considerada uma das mais antigas fazendas de café de Campinas, teve como primeiros proprietários o casal Cláudio Fernandes Sampaio e Rosa Maria de Abreu e Silva. Há indícios de que a história do local seja ainda mais antiga, provavelmente servindo como pouso de tropeiros na década de 1730, além de engenho de açúcar durante o auge do ciclo açucareiro regional. Já o Palácio dos Azulejos, localizado na esquina entre as ruas Regente Feijó e Ferreira Penteado, é um testemunho da opulência alcançada pelos Barões do Café de Campinas. Construído a mando do Comendador Joaquim Ferreira Penteado na década de 1870, o prédio serviu como sede da Câmara e Prefeitura de Campinas entre 1908 e 1968. Desde 1967 o Palácio dos Azulejos encontra-se tombado pelo IPHAN enquanto patrimônio histórico nacional.
A cidade continuou em ascensão econômica por causa do café ao longo da segunda metade do século XIX, favorecido pela localização estratégica no território da província de São Paulo: situada no entroncamento de rotas já históricas e das recém implantadas ferrovias. Com efeito, a primeira estação ferroviária de Campinas foi inaugurada em 1872, e em seu entorno se desenvolveram diversos estabelecimentos comerciais voltados à exportação do café. Tal cenário também possibilitou aos fazendeiros se manterem atualizados tecnologicamente, sendo comum a presença de modernas máquinas de beneficiamento de café nas principais fazendas. Nessa mesma época ocorreu a instalação de algumas indústrias e casas de importação especializadas na cidade, como a Fábrica de Chapéus Bierrenbach (1857) e a Fábrica Lidgerwood (1864), além de diversas oficinas de fundição e mecânica. Em 1887, Dom Pedro II inaugurou o IAC (Instituto Agronômico de Campinas), um centro de pesquisa e desenvolvimento agrícola, reconhecendo a importância de Campinas para o império e demonstrou seu interesse em incentivar ainda mais o desenvolvimento.

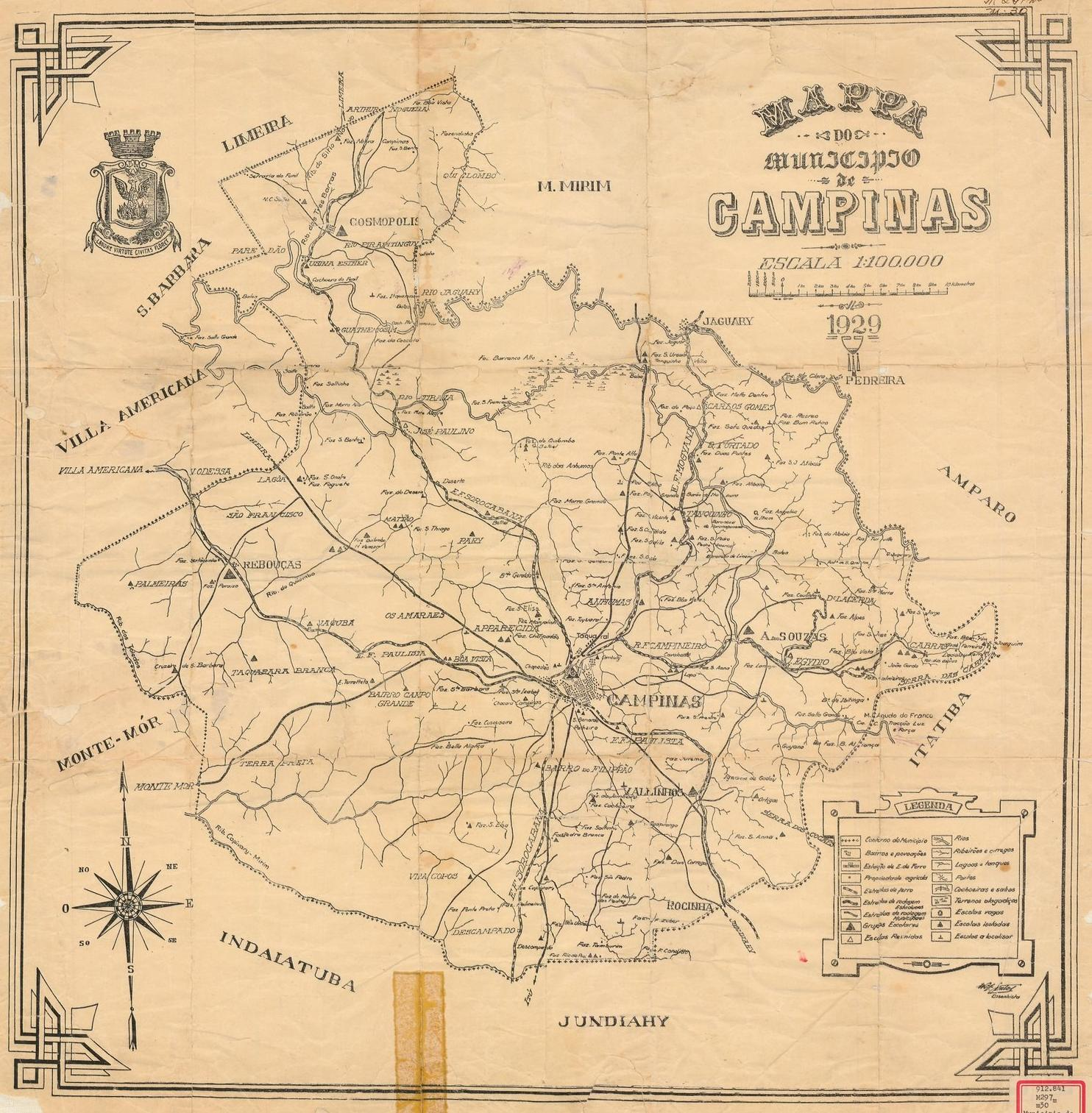
Mapa de Campinas, datado de 1929, mostrando o trajeto das ferrovias que atravessavam o município.

O crescimento econômico foi acompanhado pelo aumento da população e consequente transformação do núcleo urbano, que conquistava cada vez mais espaço. Ao mesmo tempo, essa progressiva expansão urbana também gerou um processo de modernização dos meios de transporte e de produção em Campinas. Em visita a Campinas em 1865, alguns anos antes da inauguração da estação ferroviária portanto, o historiador Alfredo d’Escragnolle Taunay escreveu o seguinte relato sobre a cidade:

“Já tem Campinas seus dez mil habitantes, apresentando notável movimento comercial. Várias de suas casas particulares ostentam aparência luxuosa. As ruas, embora bem alinhadas e extensas, não tem calçamento regular nem se acham niveladas. Vêem-se grandes lajes xistosas vindas de Itu. Não se prestam à edificação mas são ótimas para formar os passeios das ruas“
Em 1878, Campinas contava com cerca de 33 mil habitantes, mas logo se ampliaria com o loteamento dos novos bairros: Guanabara, Bonfim, Botafogo, Ponte Preta, Taquaral, Bosque dos Jequitibás e Fundão. Nessa mesma década, partes de Campinas passaram a contar com sistema de iluminação à gás (introduzido em 1875), além de sistema de transporte por bondes a partir de 1879. Todo esse crescimento não aconteceu sem sequelas, porém. A falta de planejamento urbano a qual também se manifestava nas enchentes recorrentes e falta de manutenção do arruamento, resultou em uma série de epidemias na segunda metade do XIX: cólera-morbo (1850), varíola (1860/1870) e febre amarela (1880/1890). Mesmo em meio às epidemias, Campinas continuava crescendo, e chegou a atingir 50 mil habitantes em 1888, sendo apenas 20 mil na zona urbana. As epidemias cobravam seu preço com frequência, entretanto: ao fim de 1890, a febre amarela teria reduzido a população urbana de Campinas para pouco mais de 5 mil pessoas. Diante desse cenário de insalubridade, foi inaugurada em 1876 uma Santa Casa de Misericórdia no atual centro de Campinas, parte de um complexo hospitalar bancado pelo Barão de Monte Mor e também composto pela Capela de Nossa Senhora da Boa Morte, tombada em 1979 pelo CONDEPHAAT.
Em 1895, novas medidas urbanísticas passaram a ser estudadas e aplicadas com objetivos sanitários a partir da Lei n° 43, o primeiro Código de Construções da cidade de Campinas. Em paralelo, foram realizadas diversas obras de saneamento e drenagem de córregos e áreas alagadiças, que ficavam sob a responsabilidade da Comissão Sanitária do Estado. Bastante eficaz, essas medidas são em parte responsáveis pela importante recuperação populacional no ano de 1900, momento em que, pela primeira vez, a população da zona urbana superou os moradores da área rural. Data dessas últimas décadas do século XIX a construção de edificações oficiais importantes, como a Antiga Cadeia de Campinas, Colégio Culto à Ciência, E. E. Francisco Glicério, Escola do Povo de Campinas e Palácio da Mogiana, além de benfeitorias urbanas como o Bosque dos Jequitibás. Todas essas edificações e conjuntos paisagísticos foram eventualmente tombados pelo CONDEPHAAT devido à sua importância histórica e cultural.
Algumas décadas após a emancipação política de Campinas, várias divisões distritais ocorreram no território do município, em parte decorrentes do próprio crescimento vertiginoso da cidade nesse período. A primeira mudança ocorrida foi a criação do distrito de Valinhos (atualmente município de Valinhos), pela lei provincial nº 383, de 28 de maio de 1896.

## Século XX
A primeira metade do século XX também foi caracterizada por uma sequência de planos e obras de saneamento, modificando e modernizando o desenho da cidade de Campinas com a construção de avenidas perimetrais, alargamento de ruas no centro, canalização de córregos e, pela primeira vez desde a criação do rossio, sua transposição. Novos bairros são urbanizados como Jardim Guanabara, Jardim Chapadão, São Bernardo, Parque Industrial, Vila Maria e Vila Marieta. Nesse mesmo período, as terras públicas e propriedades rurais mais próximas do centro urbano começaram a ser loteadas, o que gerou uma consistente elevação no preço dos imóveis.
Os primeiros anos da década de 1920 ficaram marcados pelo auge da produção cafeeira em grande parte do território paulista. Porém, no final dessa década, houve uma crise da economia cafeeira, atingindo grande parte do estado de São Paulo. A decadência da produção se deu por uma conjunção de fatores: desgaste das terras da região, geadas que acabavam com as lavouras, agravamento da peste da “broca do café”, diminuição da exportação motivada pela alteração da qualidade do produto, concorrência de outros países e, finalmente pela crise econômica de 1929. Tais eventos incentivaram a diversificação na produção e forçaram o deslocamento da cafeicultura em direção ao oeste paulista. O breve apoio ao plantio de algodão estimulou as indústrias têxteis, assim como uma paulatina volta da cana-de-açúcar como um dos principais cultivos na região de Campinas. No entanto, esse início de século significou a mudança da matriz econômica do município, que passou de prioritariamente agrícola para industrial.
A crise do café, a volta da cana-de-açúcar e a troca pela indústria e prestação de serviços, fizeram com que a fisionomia da cidade deixasse de ser ruralista e passasse a ser mais urbanística. Para seu novo projeto de planejamento, recebido do chamado "Plano Prestes Maia", no ano de 1938, foi feito um grande conjunto de ações voltado a reordenar seu crescimento urbanístico. Devido a estas melhorias ocorridas, houve um novo período de vinda de migrantes e imigrantes, que foram atraídos pelo projeto da construção de um novo parque produtivo, que seria composto de fábricas, agroindústrias e diversos estabelecimentos comerciais. Ainda assim, o Plano Prestes Maia não foi aplicado em sua totalidade, sofrendo diversos cortes e acréscimos para atender as demandas locais.
Entre as décadas de 1930 e 1940, Campinas passou a ser marcada pelo desenvolvimento demográfico das redondezas das fábricas então instaladas, dos estabelecimentos e das grandes rodovias em implantação - como a Rodovia Anhanguera (1948), a Rodovia dos Bandeirantes (1978), a Rodovia Santos Dumont (década de 1980), a Rodovia Dom Pedro I, Rodovia Governador Ademar de Barros, a Rodovia Jornalista Francisco Aguirre Proença e a Rodovia Professor Zeferino Vaz (ou Tapetão), que é o principal acesso à REPLAN (Refinaria do Planalto Paulista) -, fato que fez com que Campinas se consolidasse como importante entroncamento rodoviário. Os novos bairros que foram criados nessas áreas não contavam, originalmente, com uma boa infraestrutura e planejamento, entretanto conseguiram, com o passar do tempo, uma melhor condição de urbanização entre as décadas de 1950 a 1990.

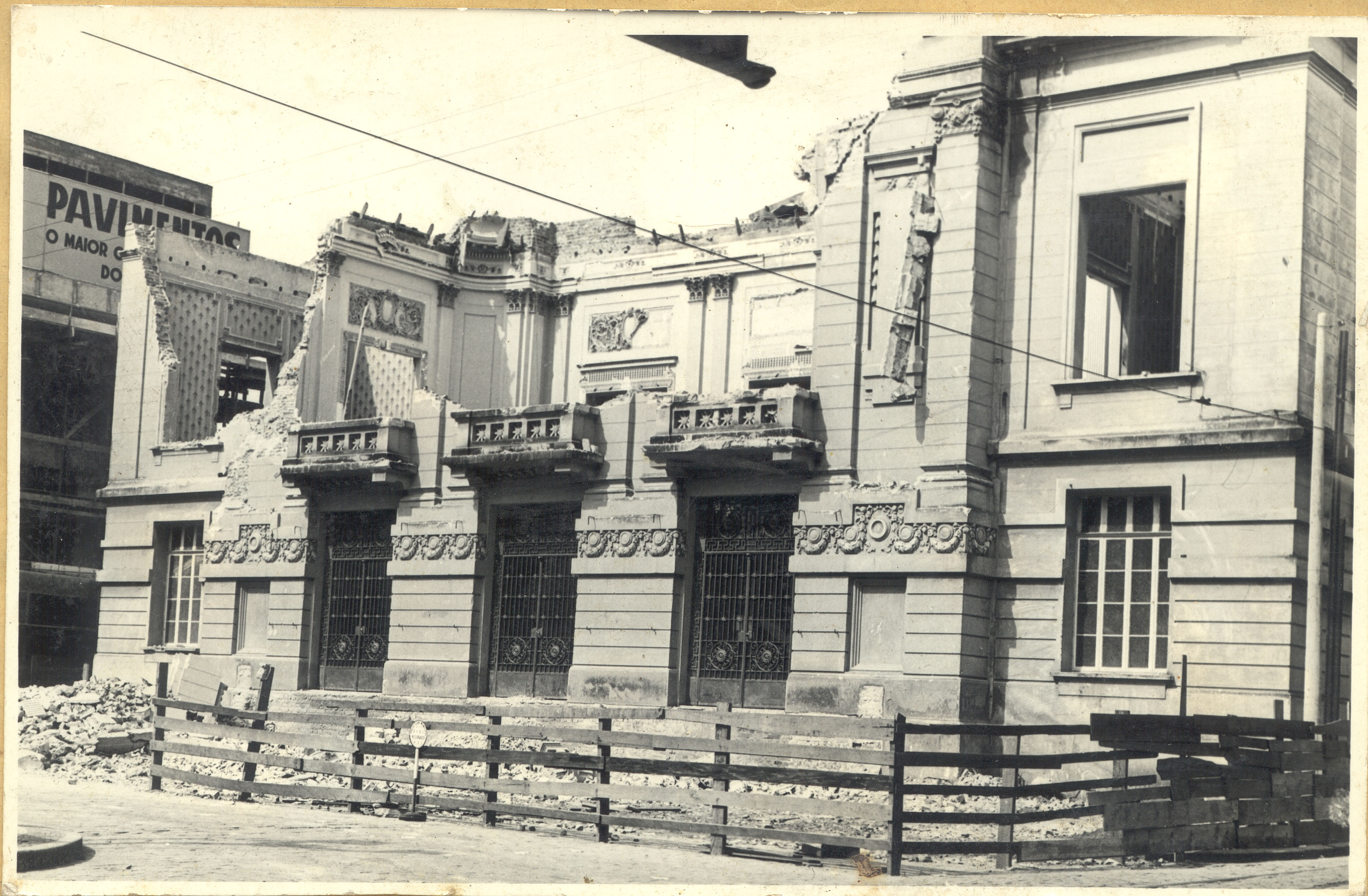
Demolição do Teatro Municipal (1965)

Entre as décadas de 1950 e 1970, ocorreram grandes transformações urbanas na cidade de Campinas iniciadas com a implantação do Plano de Melhoramentos Urbanos de Prestes Maia, em 1932. Transformações que se intensificaram a partir de 1950, incluindo a demolição de uma série de casarios e outras grandes edificações (como o Teatro Municipal de Campinas e a Igreja do Rosário) para a abertura de grandes vias para a circulação de carros (que começavam a surgir em grande número na cidade).

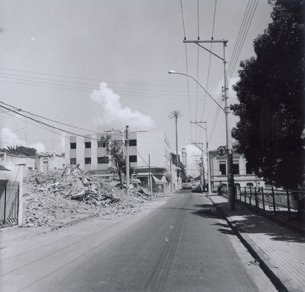
Início - Demolição Avenida Aquidabã (1975)

A crise econômica na década de 1960 decretou um fim precoce para o Plano de Melhoramentos Urbanos de Prestes Maia, sendo elaborado um novo planejamento urbano a partir de 1968, agora com recursos do governo federal. Em 1971, o automóvel se tornou o meio prioritário de transporte e convergiu toda a obra urbanística para a viabilização deste veículo, processo incentivado pela construção das grandes rodovias estaduais já citadas. Com efeito, segundo muitos autores, o processo de urbanização de Campinas desse período ficou caracterizado por um crescimento relativamente desorganizado, o que permitiu a concentração de bairros de maior poder aquisitivo na parte norte do município. Ao mesmo tempo, ficaram concentrados na região sul de Campinas os bairros mais pobres e mais precários em termos de infraestrutura urbana.
Além da emancipação de Valinhos, ocorrida em 1896, outras mudanças também ocorreram no território de Campinas ao longo do século XX, com diversos povoados virando distritos e depois conquistando autonomia: Americana em 1904, sede da Fábrica de Tecidos Carioba, se municipalizou em 1924; Cosmópolis, transformado em distrito em 1906, tornou-se município em 1944; O distrito de Rebouças, rebatizado como Sumaré em 1944, tornou-se independente em 1953; Já o distrito de José Paulino passou a se chamar Paulínia em 1964, quando se separou de Campinas, através da Lei Estadual n° 8092, de 28 de fevereiro daquele ano.
Atualmente o município é constituído por sete distritos (em ordem de criação): Campinas (distrito-sede), Sousas, Barão Geraldo, Joaquim Egídio, Nova Aparecida, Campo Grande e Ouro Verde. O distrito de Sousas foi criado pela Lei estadual nº 416 de 24 de julho de 1896; Barão Geraldo foi criado pela Lei estadual nº 2456 de 30 de dezembro de 1953; Joaquim Egídio foi criado pela Lei estadual nº 5285 de 18 de fevereiro de 1959; Nova Aparecida foi criado pela Lei estadual nº 8092 de 28 de fevereiro de 1964. Campo Grande e Ouro Verde foram criados pelas Leis municipais 15.058 e 15.059, respectivamente. Adicionalmente, o distrito-sede esteve no passado dividido em três subdistritos: Conceição, Santa Cruz e Vila Industrial, respectivamente 1º, 2º e 3º subdistritos.

## Período contemporâneo

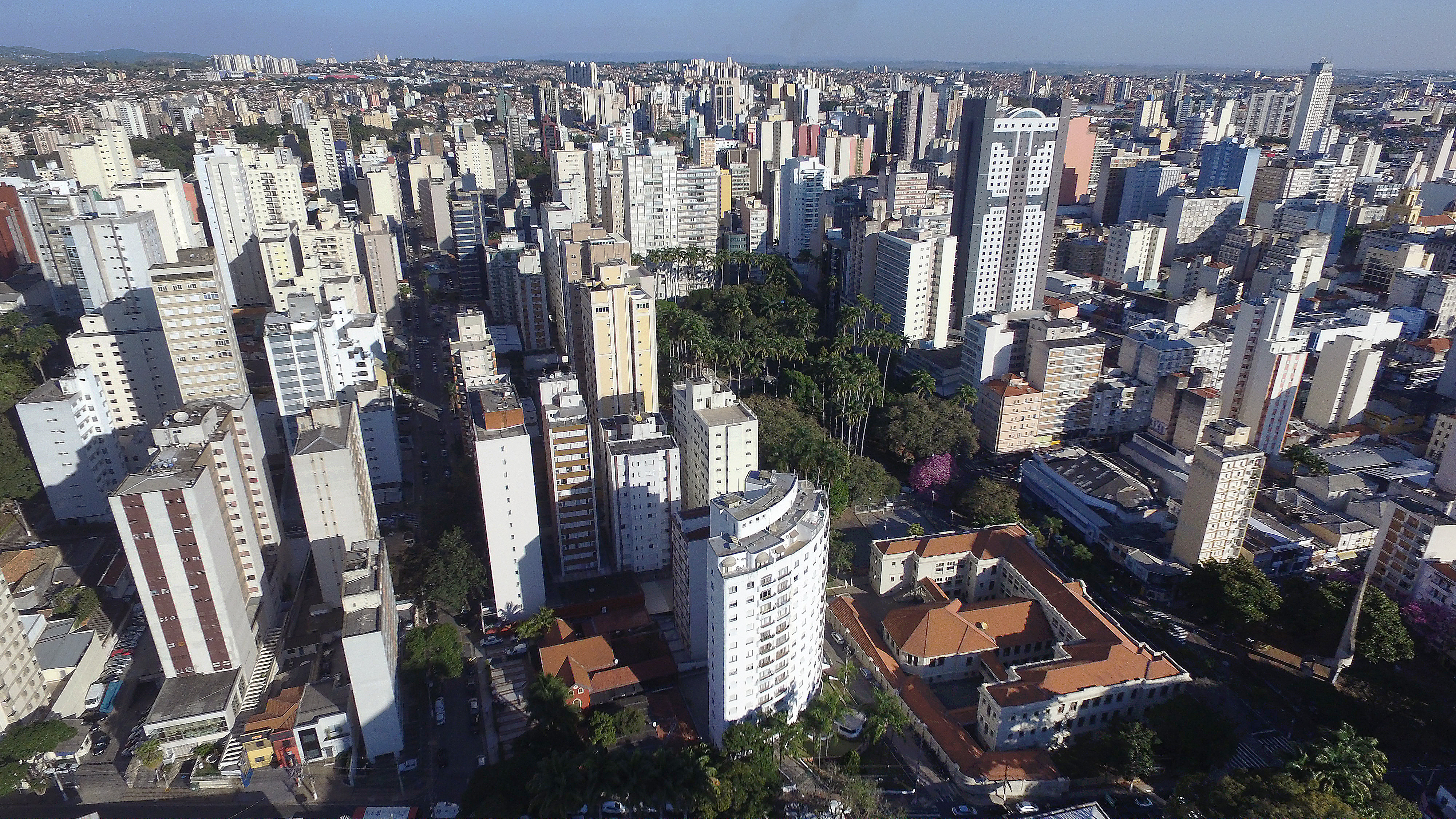
Vista do centro da cidade de Campinas em 2017.

A partir de 1998, a cidade vem assistindo a uma mudança acentuada na sua base econômica: perde importância o setor industrial (com a migração de fábricas para cidades vizinhas ou outras regiões do país), e ganha destaque o setor de serviços (comércio, pesquisa, serviços de alta tecnologia e empresas na área de logística).
Desde a década de 2000, graças a investimentos públicos e privados, a cidade vem alcançando seu equilíbrio econômico e social, tornando-se um município cada vez mais competitivo perante a Região Metropolitana de Campinas. Leis de incentivos para empresas que se instalarem na cidade foram criadas e a obra de ampliação da Rodovia dos Bandeirantes, cujo trajeto passa pelo município, trouxe novas possibilidades de desenvolvimento.
Campinas é hoje a principal força econômica da Região Metropolitana de Campinas, apresentando uma boa qualidade de vida, como é possível comprovar através de seu Índice de Desenvolvimento Humano (IDH), além disso os índices de desemprego e violência, apesar de não estarem nos mesmos índices de outrora, ainda continuam baixos se comparado a cidades vizinhas. Também se destacam um moderno parque industrial e tecnológico — fruto de um plano de instalação de "tecnopolos", e renomadas instituições de ensino superior, como a Universidade Estadual de Campinas e a Pontifícia Universidade Católica de Campinas. Também é em Campinas que se localiza o Laboratório Nacional de Luz Síncrotron e o Centro de Pesquisa e Desenvolvimento em Telecomunicações (CPqD).